# Лінч (Кентуккі)
Лінч (англ. Lynch) — місто (англ. city) в США, в окрузі Гарлан штату Кентуккі. Населення — 658 осіб (2020).

## Географія
Лінч розташований за координатами 36°57′51″ пн. ш. 82°54′52″ зх. д. / 36.96417° пн. ш. 82.91444° зх. д. (36.964195, -82.914368).  За даними Бюро перепису населення США в 2010 році місто мало площу 0,79 км², уся площа — суходіл.

## Демографія
Згідно з переписом 2010 року, у місті мешкало 747 осіб у 330 домогосподарствах у складі 212 родин. Густота населення становила 950 осіб/км².  Було 449 помешкань (571/км²).
Расовий склад населення:
| - 77,8 % — білих - 20,9 % — чорних або афроамериканців - 0,3 % — азіатів - 0,1 % — корінних американців |

До двох чи більше рас належало 0,9 %. Частка іспаномовних становила 0,8 % від усіх жителів.
За віковим діапазоном населення розподілялося таким чином: 21,3 % — особи молодші 18 років, 58,5 % — особи у віці 18—64 років, 20,2 % — особи у віці 65 років та старші. Медіана віку мешканця становила 47,8 року. На 100 осіб жіночої статі у місті припадало 89,1 чоловіків;  на 100 жінок у віці від 18 років та старших — 86,7 чоловіків також старших 18 років.
Середній дохід на одне домашнє господарство  становив 42 319 доларів США (медіана — 35 855), а середній дохід на одну сім'ю — 47 872 долари (медіана — 43 092). Медіана доходів становила 45 000 доларів для чоловіків та 45 357 доларів для жінок. За межею бідності перебувало 20,1 % осіб, у тому числі 44,1 % дітей у віці до 18 років та 6,2 % осіб у віці 65 років та старших.
Цивільне працевлаштоване населення становило 210 осіб. Основні галузі зайнятості: освіта, охорона здоров'я та соціальна допомога — 23,8 %, сільське господарство, лісництво, риболовля — 15,2 %, роздрібна торгівля — 11,9 %, виробництво — 10,0 %.